# Tour d'Allemagne 2000
Le Tour d'Allemagne 2000 est la 24e édition de cette course cycliste par étapes. Elle s'est déroulée du 28 mai au 3 juin. s'est déroulée du 26 mai au 1er juin. L'épreuve, disputée sur un parcours de 1 247 km entre Bonn et Berlin, est remportée par l'Espagnol David Plaza, de l'équipe Festina-Lotus.

## Les étapes
| Étape     | Date     | Villes étapes            | Distance (km) | Vainqueur d'étape | Leader du classement général |
| 1re étape | 26 mai   | Bonn - Wiesbaden         | 179,1         | Jens Heppner      | Jens Heppner                 |
| 2e étape  | 27 mai   | Wiesbaden - Pforzheim    | 203,2         | Erik Zabel        | Jens Heppner                 |
| 3e étape  | 28 mai   | Pforzheim - Bad Dürrheim | 215,9         | Udo Bölts         | Jens Heppner                 |
| 4e étape  | 29 mai   | Bad Dürrheim - Stuttgart | 183,5         | Davide Casarotto  | Jens Heppner                 |
| 5e étape  | 30 mai   | Stuttgart - Ansbach      | 187,6         | Erik Zabel        | Jens Heppner                 |
| 6e étape  | 31 mai   | Ansbach - Herzogenaurach | 102,6         | Marcel Wüst       | Jens Heppner                 |
| 7e étape  | 31 mai   | Herzogenaurach           | 35,7 (clm)    | David Plaza       | David Plaza                  |
| 8e étape  | 1er juin | Potsdam - Berlin         | 139,4         | Erik Zabel        | David Plaza                  |

## Classements

### Classement général
|     | Cycliste          | Équipe                    | Temps              |
| --- | ----------------- | ------------------------- | ------------------ |
| 1er | David Plaza       | Festina-Lotus             | en 31 h 8 min 55 s |
| 2e  | Andreas Klöden    | Team Deutsche Telekom-ARD | + 42 s             |
| 3e  | Udo Bölts         | Team Deutsche Telekom-ARD | + 1 min 26 s       |
| 4e  | Angel Luis Casero | Festina-Lotus             | + 1 min 42 s       |
| 5e  | Michael Blaudzun  | Memory Card-Jack & Jones  | + 1 min 46 s       |
| 6e  | Jens Heppner      | Team Deutsche Telekom-ARD | + 2 min 6 s        |
| 7e  | Matthias Buxhofer | Phonak Hearing Systems    | + 2 min 30 s       |
| 8e  | Rolf Aldag        | Team Deutsche Telekom-ARD | + 2 min 40 s       |
| 9e  | Laurent Dufaux    | Saeco-Valli & Valli       | + 2 min 41 s       |
| 10e | Torsten Schmidt   | Gerolsteiner              | + 2 min 46 s       |

### Classements annexes
| Pos | Coureur        | Pays        | Équipe                    | Pts |
| --- | -------------- | ----------- | ------------------------- | --- |
| 1   | Erik Zabel     | Allemagne   | Team Deutsche Telekom-ARD | 142 |
| 2   | Peter Wrolich  | Allemagne   | Gerolsteiner              | 75  |
| 3   | Alexandre Usov | Biélorussie | Phonak Hearing Systems    | 67  |

| Pos | Coureur         | Pays      | Équipe        | Pts |
| --- | --------------- | --------- | ------------- | --- |
| 1   | David Plaza     | Espagne   | Festina-Lotus | 27  |
| 2   | Sven Teutenberg | Allemagne | Gerolsteiner  | 18  |
| 3   | Pascal Hervé    | France    | Polti         | 15  |